# Caret

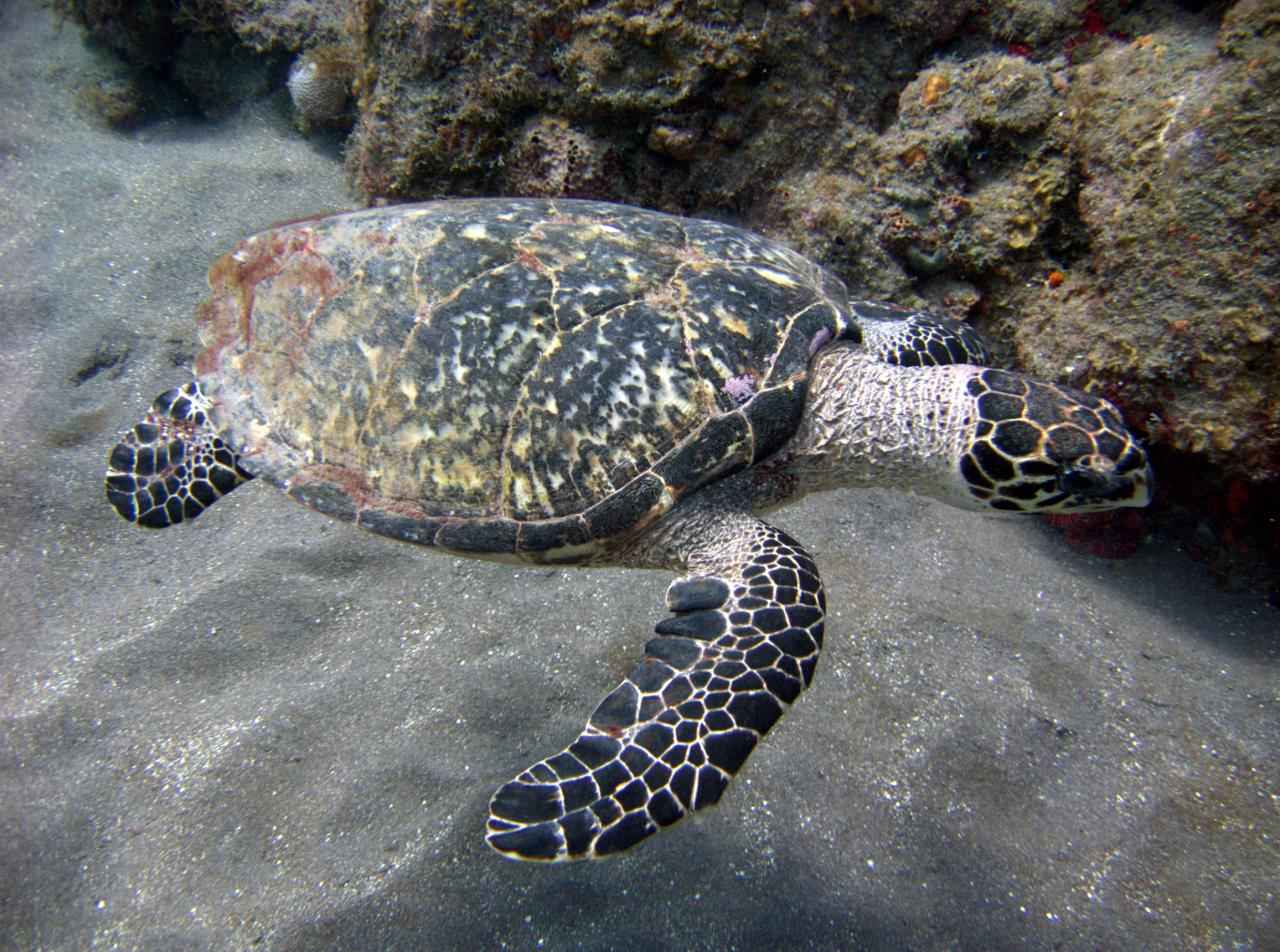
Eretmochelys imbricata

Caretul (numit științific Eretmochelys imbricata) este o specie de țestoasă marină, care ajunge la 1–2 m lungime și 200 kg. Are carapacea mai puțin bombată, cu plăci osoase mai puțin sudate. Careții au pete albe pe toată suprafața corpului. Picioarele sunt adevărate vâsle care le servesc la înot. Înmulțirea se face prin ouă pe care le depun în nisipul de pe plajă. Careții sunt vânați pentru carne și ouă, consumate mai ales în Italia și Franța.